# Wallace Wells
Wallace Wells es un personaje ficticio de la película Scott Pilgrim vs. The World y el cómic Scott Pilgrim. Es interpretado por Kieran Culkin.

## Biografía
Wallace Wells es el compañero de piso "gay" y "cool" de Scott. Tiene 25 años y conoció a Scott en la universidad de una forma que, aunque desconocida, según Scott, es "bastante gay". En comparación con él, Wallace es más inteligente, responsable y maduro, trabaja y se ocupa de la mayor parte de sus gastos mientras que viven juntos, así como de la mayoría de los muebles de su apartamento, demás pertenencias y comida. De hecho, la mayoría de los objetos, todos de lujo, llevan siempre la etiqueta de Wallace.

## Personalidad
Wallace, por lo general sirve como mentor de Scott durante sus pruebas, la asistencia a Scott con el entrenamiento para su lucha contra exnovios de Ramona y la recopilación de inteligencia sobre ellos. Esto puede significar que se entrenó Scott en su estilo de lucha, como Scott lo llama un maestro terrible. Él fechas y más tarde se muda con su "psíquico" novio, Móvil. Así mismo suele hacer comentarios irónicos respecto a los problemas de Scott y la vida en general; también practica la poligamia (aunque aparentemente después considera a Móvil su pareja más seria). El personaje fue inspirado por el excompañero de habitación Christopher O'Malley Carnicero, el cofundador de PopImage y PreviewsReview.
Posee la capacidad de robar novios masculinos
Wallace es interpretado por Kieran Culkin en la película de Scott Pilgrim vs el Mundo.